# Садковский (Волгоградская область)
Садковский — хутор в Урюпинском районе Волгоградской области России, в составе Михайловского сельского поселения.
Население — 244 (2010)

## История
Хутор входил в юрт станицы Михайловской Хопёрского округа Земли Войска Донского (с 1870 — Область Войска Донского). В 1859 году на хуторе проживало 237 душ мужского и 275 женского пола. Согласно переписи населения 1897 года на хуторе проживало 249 мужчин и 270 женщин, из них грамотных: мужчин — 87, женщин — 8. Согласно алфавитному списку населённых мест Области Войска Донского 1915 года земельный надел хутора составлял 2200 десятин, проживало 311 мужчин и 310 женщин, имелось хуторское правление.
С 1928 года — в составе Урюпинского района Хопёрского округа (упразднён в 1930 году) Нижне-Волжского края (с 1934 года — Сталинградского края) С 1935 года — в составе Хопёрского района Сталинградского края (с 1936 года Сталинградской области, с 1954 по 1957 год район входил в состав Балашовской области). В 1959 году в связи с упразднением Хопёрского района вновь включён в состав Урюпинского района.

## География
Хутор находится в лесостепи, в пределах Хопёрско-Бузулукской равнины, являющейся южным окончанием Окско-Донской низменности (на урочище Чигонаки). Хутор расположен на высоте около 80 метров над уровнем моря. От станицы Михайловской отделён лесом. Почвы — пойменные слабокислые и нейтральные.
По автомобильным дорогам расстояние до районного центра города Урюпинска составляет 25 км, до областного центра города Волгоград — 350 км.
Часовой пояс
Садковский, как и вся Волгоградская область, находится в часовой зоне МСК (московское время). Смещение применяемого времени относительно UTC составляет +3:00.

## Население
Динамика численности населения по годам:
| 1859 | 1873 | 1897 | 1915 | 1989 | 2002 |
| ---- | ---- | ---- | ---- | ---- | ---- |
| 512  | 391  | 519  | 621  | ≈260 | 251  |

| 2010 |
| ---- |
| 244  |